# Euxootera ochropleurodes
Euxootera ochropleurodes är en fjärilsart som beskrevs av Emilio Berio 1972. Euxootera ochropleurodes ingår i släktet Euxootera och familjen nattflyn. Inga underarter finns listade i Catalogue of Life.